# Кларк, Робин
Робин Джон Хоуз Кларк (англ. Robin Jon Hawes Clark; 16 февраля 1935, Рангиора, Кентербери — 6 декабря 2018, Лондон) — английский физхимик и неорганик новозеландского происхождения, избранный член королевского общества с 1990 года.

## Биография

### Происхождение и ранние годы
Дед Робина по отцовской линии, Фрэнсис Кларк, был главным инженером в Burroughs-Wellcome and Co. из Дартфорда, Кент. В 1900 году он женился на Джесси Хоуз. В 1901 году пара переехала в Новую Зеландию в Крайстчерч. У Фрэнсиса Кларка и Джесси Хоуз было четверо детей, один из который, Реджинальд, был отцом Робина. Реджинальд первоначально учился на электротехника в Кентерберийском университете, но из-за экономического кризиса ему пришлось вместо этого стать специалистом в области бухгалтерского учета.
По линии матери дед Робина, Артур Генри Томас, родился в городе Пенриндеудрит Северного Уэльса. Его семья эмигрировала в Новую Зеландию, когда ему было всего 5 лет.
Реджинальд женился на Марджори Элис Томас в 1933 году, а Робин родился в 1935 году в городке Рангиора примерно в 24 милях к северу от Крайстчерча. Робин посещал Бленхеймскую начальную школу, где особенно преуспел в игре на фортепиано. 
В 1946 году Робин перешёл в колледж Мальборо и в последние 4 года своего обучения (1949-1952) выиграл поступление в колледж Христа в Крайстчёрче.
В колледже Робин изучал химию, физику и математику и получил степень бакалавра наук в ноябре 1955 года. Затем он был удостоен стипендии для получения степени магистра наук, что включало письменные экзамены на четвертый год обучения с последующей диссертацией на пятый год. Его диссертация, выполненная под руководством Вальтера Меткальфа, называлась «Тушение флуоресценции ионных производных антрацена». В 1958 году он окончил университет с отличием.
Робин перешел в университет Отаго в Данидине в начале февраля 1958 года для обучения на степень доктора философии по неорганической химии и геологии у профессора У.С. Файфа (FRS, 1969) — по изучению влияния давления на электропроводность слабых электролитов . После успешного завершения Робином срока, Файф возглавил кафедру в университетском колледже Беркли. Так, в Данидине Робин остался без поддержки гранта США и без научного руководства, из-за чего ему пришлось обратить внимание на стипендию British Titan Products в Университетском колледже Лондона.

### Обучение в Университетском колледже Лондона (УКЛ)
Робин подал заявку и ему предложили эту должность. Вся его последующая карьера связана с УКЛ. Однако он всегда гордился своим новозеландским наследием и поддерживал тесные контакты со своей родиной.
Присоединившись к химическому факультету УКЛ, Кларк зарегистрировался как аспирант Рональда Найхолма. Здесь он изучал координационную химию, теорию кристаллического поля, теории поля лигандов, химии титана и других переходных элементов начала ряда, а также выяснил, как работать с факультетскими ИК-спектрометрами и весами Гуи для определения магнитных моментов. Он получил степень доктора философии в 1961 году и год спустя был назначен ассистентом лектора. Весной 1963 года Национальный научный фонд наградил его четырехмесячной командировкой из УКЛ в Колумбийский университет (Нью Йорк), для работы с Гарри Б. Греем. В течение этого времени Кларк преподавал в университетах США, представлял свою работу на трех Гордоновских исследовательских конференциях, встречался и налаживал дружеские отношения с многими американскими коллегами, которые также занимались неорганической химией.
В лондонской ратуше Челси, где находился постоянный межвузовский клуб, он встретил Беатрис (Беа) Браун. Они поженились 30 мая 1964 года.

### Преподавание и управление
Робин начинал преподавать в УКЛ в 1962 году как ассистент преподавателя. В 1963 году он был повышен до преподавателя, затем — лектора в 1972 году и, наконец, профессора — в 1982 году. Он занимал должность декана химического факультета с 1987 по 1989 год, сменив новозеландца Макса МакГлашана. Также в 1989 году Робин стал первым профессором сэра Уильяма Рамзая в УКЛ, этот пост он занимал до 2008 года, когда стал почетным профессором сэра Уильяма Рамзая. С 1990 года - избран членом Королевского общества (FRS).
С 1989 по 1999 Робин возглавлял химический факультет УКЛ. Робин реформировал приемную комиссию факультета, наладил сотрудничество с Королевским институтом в Майфере (1992), тем самым запустив ряд совместных междисциплинарных проектов, пригласил Пола Макмиллана на новую кафедру химии твердого тела (2001). Эти изменения помогли поднять оценку Research Assessment Exercise (Архивная копия от 12 ноября 2020 на Wayback Machine) (RAE) с 4 (из 5) в 1989 году до 5* в 2001.
Помимо этого, Робин был членом совета Королевского института, избранным секретарем и работал в этом качестве на протяжении шести лет. Он также работал в сенате и ученом совете Университета Лондона. Он возглавлял Консультативный совет Мемориального фонда Рамзая с 1989 по 2010 год и Ассоциацию выпускников университетов Новой Зеландии с 1995 по 2012 год.

### Последние годы жизни
Робин с 1980-х активно применял метод рамановской спектроскопии в своих исследованиях, позднее он стал заниматься анализом предметов искусства с целью проверки их подлинности, что было основной его деятельностью в УКЛ вплоть до смерти 6 декабря 2018 года, заставшей его по пути из офиса УКЛ домой.   

## Научные достижения

### Координационная химия
В Университетском колледже Лондона в лаборатории Рона Найхолма Робин Кларк занялся синтезом комплексов 3d-металлов с высокими координационными числами — 7 и 8. Результатом его работы стало получение восьмикоординированных комплексов состава MCl4*Diars (M = Ti, Zr, Hf, V, Diars Архивная копия от 3 сентября 2021 на Wayback Machine = o-(C6H4)(AsMe2)2) и описание их кристаллической и молекулярной структуры . Резельтаты работа составили позднее основу изданных Кларком в 1968 г. монографий «Химия титана, циркония и гафния» Архивная копия от 18 сентября 2020 на Wayback Machine ISBN 9781483159218 и «Химия ванадия, ниобия и тантала» Архивная копия от 19 октября 2020 на Wayback Machine ISBN 9781483181707.
Во время командировки в Колумбию Кларк познакомился с химией плоскоквадратных комплексов Ni(II), Pd(II) и Pt(II), а в 1967 году в университете Падуи — с рентгеноструктурным анализом структуры металлорганических комплексов Rh и Pd.
С 1968 года Джованни Натайл, известный как открыватель антираковой активности цисплатина, совместно с Робином Кларком синтезировал и исследовал пяти- и шестикоординированные комплексы хрома(III) и ванадия(III) , квадратные комплексы Pd(II), Rh(III) и смешанновалентные соединения Pt(II), Pt(IV). 
Робин Кларк руководил разработкой и конструированием стеклянных приборов и посуды для синтеза неустойчивых к действую влаги и воздуха соединений. Это сделало возможными в УКЛ синтез, очистку и описание свойств новых металлорганических соединений.

### ИК-спектроскопия неорганических и металлорганических соединений
Робин Кларк осознавал важность применения длинноволновой ИК-спектроскопии в координационной химии: изучение полос поглощения в области волновых чисел ниже 600-700 см-1, как правило, соответствуют колебаниям связей металл-лиганд . Опубликованный обзор Кларка, вышедший в список Citation Classics , показал, что частоты валентных колебаний связей металл-лиганд являются функциями от степени окисления, стехиометрии, электронной структуры молекул и комплексных ионов. Таким образом, Робин Кларк является одним из основоположников применения ИК-спектроскопии для исследования соединений d-металлов и элементов главных групп.

### Исследования цепных, смешанновалентных и кластерных соединений
С 1971 года Кларк совместно с Пьером Браунштейном приступил к работе с линейными комплексами состава AuX2- (X = Cl, Br, I) . В дальнейшем тематика исследований была расширена и касалась кластерных соединений осмия и золота , а также интенсивно окрашенных смешанновалентных соединений, таких как берлинская лазурь или красная соль Вольфрама.
Робин впервые активно использовал резонансную рамановскую спектроскопию для изучения электронной и молекулярной структуры смешанновалентных соединений, в результате чего им была установлена, например, истинная структура красной соли Вольфрама - [Pt(etn)4][Pt(etn)4Cl2]Cl4*4H2O (etn — этиламин), в которой атомы Pt(II) и Pt(IV) связаны общим мостиковым атомом хлора.ссылка
После открытия Ф.А. Коттоном в 1964 году четверократной связи Архивная копия от 9 декабря 2020 на Wayback Machine Re-Re Архивная копия от 11 сентября 2021 на Wayback Machine в [Re2Cl8]2- Робин Кларк занялся изучением подобных соединений молибдена — [Mo2X2(PMe3)4] (X = Cl, Br или I) — при помощи УФ-видимой спектроскопии и резонансной рамановской спектроскопии, что привело к разгадке молекулярной, колебательной и электронной структуры комплексов Moи W, содержащих кратные связи металл-металл . 
За свои достижения в области исследования смешанновалентных соединений Робин Кларк в 1983/84 году представил Тильденскую лекцию Архивная копия от 2 августа 2020 на Wayback Machine на тему «Химия и спектроскопия смешанновалентных комплексов»  в университетах Великобритании, Австралии и Новой Зеландии, а в 1989/1990 году был удостоен премии Найхолма Архивная копия от 26 августа 2020 на Wayback Machine .

### Разработка методов рамановской (КР) спектроскопии
С появлением лазерно-возбуждаемой рамановской спектроскопии Робин Кларк стал активно применять её в своих исследованиях соединений переходных металлов (Ti, V, Cr) и элементов главных групп (B, Si, Ge) в газовой фазе , что позволило затем предсказывать их термодинамические функции и анализировать спектры веществ в твердой фазе.
Кларк постоянно отслеживал развитие аппаратуры и непременно обновлял свое лабораторное оборудование: он впервые применил лазеры на красителях для получения рамановских спектров сильноокрашенных соединений (пример – VOBr3), которые прежде не были доступны. В этих же работах им было отмечено явление резонанса рамановских колебаний, что позволило развить метод резонансной рамановской спектроскопии. Он был особенно ценным для определения силовых постоянных связей, характеристических частот и параметров ангармоничности колебаний. Ученый впервые применил этот метод для исследования тетрайодидов титана и олова .
Следующим новшеством, примененным Робином Кларком, стало совмещение рамановского спектрометра с микроскопом Архивная копия от 27 ноября 2020 на Wayback Machine (спектрометр Дилора), что привело к разработке метода микропучковой рамановской спектроскопии — особенно ценного недеструктивного метода анализа пигментов, предметов искусства и исторических артефактов, а также — материалов и тонких пленок. .
Так, при помощи микропучковой резонансной рамановской спектроскопии Кларк установил природу хромофора ультрамарина – то были полисернистые анион-радикалы . Также им был сделан вывод о применимости метода для определения состава пигментов: предпочитаемые соединения изменялись с течением веков, тем самым делая установление типа примененного при создании какого-либо предмета пигмента одним из способов его датировки.  Так началась междисциплинарная программа Робина по исследованию всевозможных предметов искусства, в чем ему помогала in situ-резонансная рамановская спектрометрия, ставшая возможной с миниатюризацией аппаратуры. Сотрудники лаборатории Робина Кларка проанализировали множество картин, более 100 рукописей из 25 стран, среди которых – исландская Книга Иоанна , книги печати Гуттенберга , Линдисфарноское Евангелие . Новый метод позволил Робину и коллегам устанавливать подлинность произведений искусства и исторических артефактов: так, им было установлено, что «Карта Винланда», содержавшая, предположительно, доколумбовские очертания Северной Америки, является подделкой . Аналогичный результат исследования картины «Лежащая обнаженная женщина», написанной якобы Марком Шагалом , стал основой инсценировки в программе BBC «Фальшивка или успех» Архивная копия от 11 февраля 2021 на Wayback Machine.
За свои заслуги Робин был удостоен звания Бейкеровского лектора Королевского общества. Его лекция «Рамановская микроскопия, пигменты и поверхности в искусстве и науке», транслировалась в реальном времени в Королевского общество Новой Зеландии (RSNZ) .

## Почести и награды
- 1969 Член Королевского химического общества (FRS)
- 1983/84 Тильденский лектор и медалист Королевского химического общества
- 1989/90 Лектор Найхолма и медалист Королевского химического общества
- 1989 Почетный член Королевского общества Новой Зеландии
- 1990 Избранный член Королевского общества в Лондоне
- 1990 Член Европейской академии
- 1991 Лектор Томаса Грэхэма Королевского химического общества
- 1992 Член Королевского общества искусств
- 1992 Член Университетского колледжа Лондона
- 1993 Памяти Гарри Халлама лектор Королевского химического общества
- 1994 Лектор Кармана Южноафриканского химического института
- 1996 Президентская медаль Университета Коуб, Япония
- 1998 Медаль Иоаннеса Маркуса Марчи Чешского общества спектроскопистов
- 2000 Памяти Гарри Халлама лектор Королевского химического общества
- 2000 Великобританский-Канадский лектор Резерфорда Королевского общества Лондона
- 2001 Почетный доктор наук
- 2001 Медаль Сайдей Королевского общества Новой Зеландии
- 2003/04 Лектор Ливерсидж и медалист Королевского химического общества
- 2004 Премия за заслуги перед обществом Новой Зеландии, Лондон
- 2004 Кавалер Новозеландского ордена «За заслуги»
- 2004 Пожизненный член Королевского института Великобритании
- 2007 Иностранный член Национальной Академии наук, Индия
- 2008 Бейкеровский лектор и медаль Королевского общества
- 2009 Премия Франклина-Лавуазье Дома Химии (Париж) и Фонда Химического Наследия (Филадельфия)
- 2009 Премия за публичные лекции Химического института Канады
- 2009 Премия сэра Джорджа Стокса/Лекция и золотая медаль Королевского химического общества
- 2010 Международный член Американского общества философии[5]

## Семья
В 1964 году Робин Кларк женился на Беатрис Браун. У них было двое детей: Вики (1967 г.р.) и Мэтью (1971). Впоследствии Вики стала физиотерапевтом, а Мэтью – хирургом. 

## Увлечения
Робин Кларк с детства любил играть на фортепиано, что привило ему на всю жизнь любовь к музыке и опере. Занимался спортом: теннис, крикет, гольф, регби. Ближе к концу жизни Робин писал жизнеописание лорда Джека Льюиса, который оставил мало подсказок биографам. Это привело к тому, что  о своей жизни Робин написал сам. 